# Jomfruer fra rummet
Jomfruer fra rummet er en dansk ungdomsfilm fra 2023 instrueret af Peter Molde-Amelung.

## Handling
Vennerne Buller og Gustav drømmer om sex, taler om sex, men det nærmeste de har været på sex, er de daglige gokketure. 
Deres liv ændres totalt, da en alien flytter ind hos Gustav. Rumvæsnets mål er at forplante sig mest muligt for at overtage menneskeracen med sit DNA. Men rumvæsnet - og Gustav og Buller - må sande at sex handler om meget andet end forplantning.

## Medvirkende
- Albert Rosin Harson, Gustav
- Milo Campanale, Buller
- Zelma Lewerissa, Barbara
- Tobias Maj Stelzner, Allan
- Frederikke Sofie Faber, Fantasy